# Robustheitsgrundsatz
Der Robustheitsgrundsatz (Postels Gesetz, englisch Postel’s Law) ist ein Konzept aus der Entwicklung der Internetstandards. Es wird oft dem Internet-Pionier Jonathan Postel zugeschrieben, der es in Absatz 2.10. des RFC 761 (betrifft das Transmission Control Protocol) in folgender Weise zusammenfasste:

“be conservative in what you do, be liberal in what you accept from others”

„sei streng bei dem, was du tust, und offen bei dem, was du von anderen akzeptierst“

Nach dieser Empfehlung sollen sich Implementierungen von Internetstandards selbst möglichst eng an bestehende Empfehlungen und Standards halten, ohne diese Vorgehensweise von anderen Beteiligten zu erwarten. Entgegen einem häufigen Missverständnis soll dies nicht bedeuten, dass Eingaben nicht mehr auf Fehlerhaftigkeit geprüft werden sollen, sondern nur, dass sie nicht zu Fehlern beim Empfänger führen sollten.

“Software should be written to deal with every conceivable error, no matter how unlikely.”

„Software sollte so geschrieben werden, dass sie mit jedem vorstellbaren Fehler umgehen kann, egal wie unwahrscheinlich er ist.“